# Yoweri Museveni

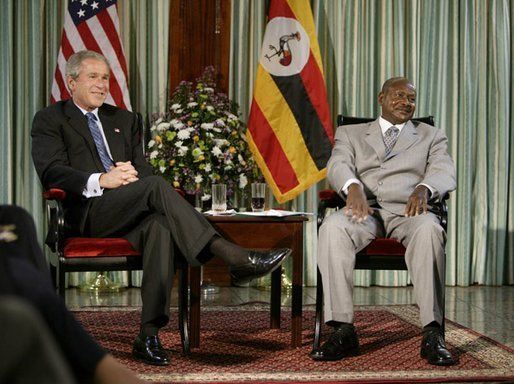
Yoweri Museveni i George W. Bush (2003)

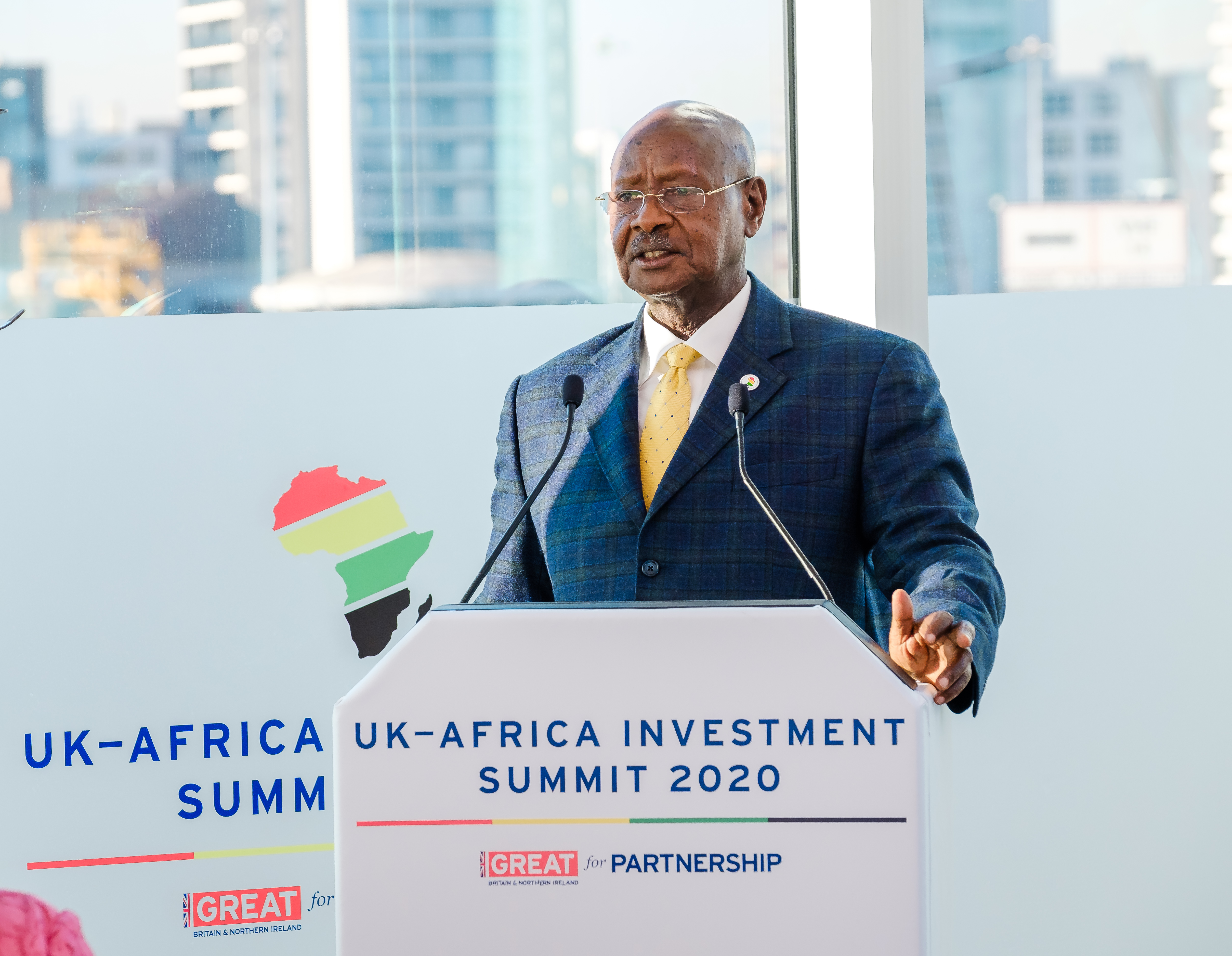
Yoweri Museveni (2020)

Yoweri Museveni, właśc. Yoweri Kaguta Museveni (ur. 15 września 1944 w Ntungamo) – ugandyjski ekonomista, wojskowy i polityk, od 29 stycznia 1986 sprawuje urząd prezydenta kraju. Objął urząd w wyniku zamachu stanu.

## Życiorys
Museveni uczestniczył w wojnie, która doprowadziła do upadku Idi Amina (1971–1979) oraz w wojnie, która doprowadziła do upadku Miltona Obote (1980–1985). Po objęciu władzy Museveni doprowadził kraj do względnej stabilizacji oraz rozwoju ekonomicznego, miał także duży wpływ na prowadzoną z dużym sukcesem narodową kampanię przeciwko AIDS.
W połowie lat 90. XX w. Museveni był stawiany przez kraje Zachodu za wzór, jako przedstawiciel nowego pokolenia przywódców afrykańskich, jednak cień na jego prezydenturę rzuca udział w wojnie domowej w Kongu oraz ingerowanie w konflikty w sąsiednich krajach. Ogromnym problemem jest także sytuacja humanitarna w zbuntowanych, północnych prowincjach kraju.
Po wprowadzeniu poprawek w konstytucji kraju, ograniczających długość trwania kadencji prezydenta, 23 lutego 2006 w Ugandzie przeprowadzone zostały wybory prezydenckie. Museveni zdobył wówczas 59% głosów. Wybory nie zostały uznane za demokratyczne ze względu na naruszenia ordynacji wyborczej. Główny oponent Museveniego w wyborach, Kizza Besigye został oskarżony o przestępstwa kryminalne i uwięziony, co doprowadziło do zamieszek w Kampali i okolicznych miejscowościach. Besigye został uniewinniony i uwolniony trzy tygodnie przed terminem wyborów. Mimo więzienia, Besigye zdobył w wyborach 37% głosów.
W 2009 roku MSNBC i NPR poinformowały o śledztwie Jeffa Sharleta dotyczącym powiązań między Musevenim a amerykańską fundamentalistyczną organizacją chrześcijańską The Fellowship (znaną również jako „The Family”). Sharlet informuje, że Douglas Coe, lider The Fellowship, zidentyfikował Museveniego jako „kluczowego człowieka organizacji w Afryce”.
W wyborach prezydenckich przeprowadzonych 18 lutego 2011, Museveni odniósł zwycięstwo już w pierwszej turze. Zdobył 68,38% głosów pokonując siedmiu kontrkandydatów przy frekwencji wynoszącej 59%. Jego partia Narodowy Ruch Oporu uzyskała bezwzględną większość w parlamencie.
W 2012 roku, podczas transmitowanego w telewizji spotkania modlitewnego poświęcił Ugandę Bogu.
Podczas rozmów o symulatorze lotów dla kwatery wojsk lotniczych w Entebbe w 2014 roku, Museveni wyraził przekonanie, że współpraca z Rosją ma więcej sensu niż ze Stanami Zjednoczonymi: Rosja jest obecna w Afryce już od roku 1917, co znaczy że byli tutaj ponad sto lat. Chcę pracować z Rosją, bo nie mieszają się oni swoimi własnymi posunięciami do polityki innych krajów.
W wyborach prezydenckich w 2021 roku zdobył 58,64% głosów, uzyskując tym samym reelekcję.

## Życie prywatne
Museveni jest chrześcijaninem ewangelickim. Jest żonaty z Janet Museveni, z którą ma czworo dzieci:
- Generał porucznik Muhoozi Kainerugaba (ur. 1974) – starszy doradca prezydenta ds. operacji specjalnych[9].
- Natasha Karugire (ur. 1976) – projektantka mody i konsultantka, sekretarz prezydenta Ugandy ds. wewnętrznych[10].
- Patience Rwabwogo (ur. 1978) – pastor Kościoła Narodów Przymierza[11].
- Diana Kamuntu (ur. 1980)